# Mistrzostwa Polski w Tenisie Stołowym 1980
Mistrzostwa Polski w Tenisie Stołowym 1980 – 48. edycja mistrzostw, która odbyła się w 1980 roku w Gdańsku.

## Medaliści
| Konkurencja             | Złoty                                                                       | Srebrny                                                                  | Brązowy                                                      |
| Gra pojedyncza mężczyzn | Leszek Kucharski (AZS Gdańsk)                                               | Andrzej Grubba (AZS Gdańsk)                                              | Stanisław Frączyk (Włókniarz Łódź)                           |
| Gra pojedyncza kobiet   | Weronika Stelmach (GKS Jastrzębie-Zdrój)                                    | Jolanta Szatko (Banda Kraków)                                            | Anna Nowacka (Motor Lublin)                                  |
| Gra podwójna mężczyzn   | Leszek Kucharski (AZS Gdańsk) Andrzej Grubba (AZS Gdańsk)                   | Stanisław Frączyk (Włókniarz Łódź) Jan Ozimek (Włókniarz Łódź)           | Stefan Dryszel (AZS Gliwice) Andrzej Jakubowicz (AZS Gdańsk) |
| Gra podwójna kobiet     | Jolanta Szatko (Banda Kraków) Małgorzata Urbańska-Turalska (Włókniarz Łódź) | Ewa Poźniak (Siarka Tarnobrzeg) Weronika Stelmach (GKS Jastrzębie-Zdrój) | Anna Nowacka (Motor Lublin) Janina Samborska (Motor Lublin)  |
| Gra mieszana            | Stefan Dryszel (AZS Gliwice) Małgorzata Urbańska-Turalska (Włókniarz Łódź)  | Jerzy Florczak (Zagłębie Lubin) Danuta Mania-Grabizna (Odra Wrocław)     | Leszek Kucharski (AZS Gdańsk) Jolanta Szatko (Banda Kraków)  |